# Пискарёвы
Пискарёвы — дворянский род Российской империи (ранее Русского Царства).
Происходит из польского шляхетства. Представители рода, находясь в России, Захарий Федоров сын Пискарев и другие «российскому престолу служили дворянские службы в разных чинах и имели во владении своем деревни».

## Описание герба
На однотонном красном щите изображен горизонтально натянутый золотой лук со стрелою, остриём вверх.
На щите дворянский коронованный шлем. Нашлемник: три страусовых пера. Намёт на щите красный, подложенный золотом. Щит держат с правой стороны лев, а с левой гриф. Герб рода Пискаревых внесен в Часть 6 Общего гербовника дворянских родов Всероссийской империи, стр. 144.